# رادنووس
رادنووس (به چکی: Radňoves) یک منطقهٔ مسکونی در جمهوری چک است که در ناحیه ژدار ناد سازاووو واقع شده‌است. رادنووس ۲٫۷۳ کیلومتر مربع مساحت و ۱۰۵ نفر جمعیت دارد و ۵۳۲ متر بالاتر از سطح دریا واقع شده‌است.